# Bac de Gernsheim
Pour les articles homonymes, voir Gernsheim.

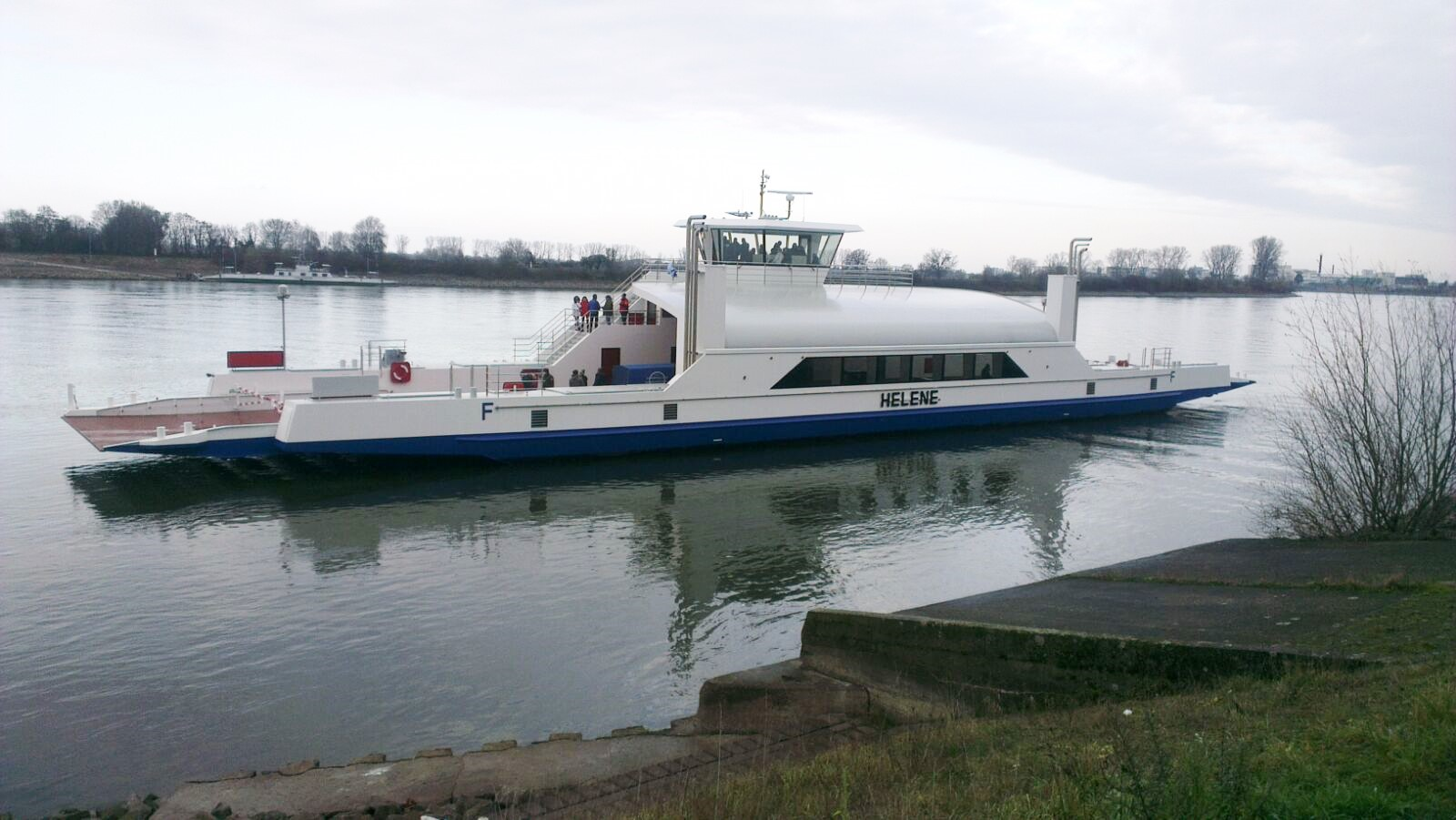
Bac de Gernsheim sur le Rhin (2015)

Le Bac de Gernsheim (en allemand : Rheinfähre Gernsheim) est le seul moyen de traverser le Rhin en voiture entre les deux villes de Rhénanie-Palatinat Mayence (Pont de Weisenau) et Worms (Pont des Nibelungen), outre le Bac Landskrone sur le Rhin à Nierstein.

## Situation géographique
Le bac se trouve au kilomètre 461,7 du Rhin. Il relie la ville de Gernsheim sur la rive droite hessoise du Rhin et les communes rhénanes-hessoises d'Eich et de Hamm sur la rive gauche.

## Histoire
Un tel bac rhénan y existait au moins depuis le Moyen Âge. L'abbaye d'Otterberg possédait les droits de traversier.
En 1939, le bac était remplacé par le pont de Gernsheim (kilomètre 461,5), mais le pont est détruit par la Wehrmacht en 1945 et n'était pas reconstruit après la Seconde Guerre mondiale.
Le 21 décembre 2015, le nouveau bac de Rhin du Gernsheimer Rheinfährbetrieb GmbH, Riedstadt (en français : « bac rhénan de Gernsheim GmbH , Riedstadt ») de la famille Fretter a été inauguré sous le nom „Helene“. Il a remplacé le „Stadt Gernsheim“ après 50 ans et le navire a été remis au Bac Landskrone.

## „Helene“
„Helene“ est un navire d'une longueur de 62,80 m, a une capacité de chargement 50% supérieure à celle de son prédécesseur et peut embarquer environ 28 véhicules